# كاثرين غاتي
كاثرين غاتي (11 يونيو 1870-1 مايو 1952)، ممرضة وصحفية ومحاضرة وناشطة في مجال حق المرأة في التصويت. بصفتها عضوة بارزة في الاتحاد الاجتماعي والسياسي للمرأة (دبليو إس بّي يو)، تلقت وسام الإضراب عن الطعام بعد أن أضربت عن الطعام في السجن وأُطعِمت هناك قسرًا. في سنواتها الأخيرة، أقامت في كاليفورنيا في الولايات المتحدة قبل أن تهاجر إلى أستراليا حيث أمضت سنواتها الأخيرة.

## سنواتها المبكرة
تعود أصولها من جهة أمها إلى إيرلندا، ولدت إيما كاثرين غاتي في فيروزوبور في البنغال في الهند عام 1870 للأبوين إيما ريبيكا قبل الزواج كولوم (1844-1929) والنقيب إدوارد غاتي (1837-1872) من فوج المشاة التاسع والثلاثين (دورستشاير). بحلول عام 1881 كانت تعيش مع والدتها الأرملة في هامرسميث في لندن. بدأت حياتها المهنية بصفتها ليبرالية في سن 18، حين شاركت في إضراب المرفأ الكبير عام 1889.
في عام 1908، كانت غاتي مندوبة في المؤتمر الدولي للمرأة في أمستردام.

## حياتها اللاحقة
في سبتمبر 1934، حضرت غاتي، ممثلةً منظمة العمل النسائي الدولية، مؤتمرًا حول «إثيوبيا والعدالة» نظمته سيلفيا بانكهيرست في القاعة المركزية، ويستمنستر. في منتصف ثلاثينيات القرن العشرين، عاشت فترة في اليونان. في عام 1937، انتقلت غاتي، التي وصفت نفسها مؤلفة «تؤلف كتابًا» وأرملة على الرغم من حقيقة أن زوجها كان ما يزال على قيد الحياة، إلى كاليفورنيا في الولايات المتحدة، وأقامت هناك خلال أربعينيات القرن العشرين. في عام 1938 تحدثت "المرأة الأيرلندية الطريفة البارعة، السيدة جيليت-غاتي» في اجتماع اتحاد الطلاب الأمريكيين في جامعة ستانفورد في كاليفورنيا حول «الفاشية في إيطاليا وتهديدها للمثل الديمقراطية»، إذ ربطت في حديثها بين تجاربها الخاصة في إيطاليا قبل وبعد صعود موسوليني إلى السلطة.
هاجرت إيما كاثرين جيليت-غاتي إلى ستراثفيلد في نيو ساوث ويلز، أستراليا عام 1947، وتوفيت هناك عام 1952 عن عمرٍ ناهز 81 عامًا. تبرعت في وصيتها بعينيها لشخصين مكفوفين، قائلة: «فيما يتعلق بجثتي الخاصة، أولًا، أوصي أن تُستأصل كلتا عيني إن أمكن في غضون ثماني ساعات من وفاتي، ليتمكن كل واحد من المكفوفين بسبب تضرر قرنيتهم أن يتلقى عينًا واحدة، ثم أن أُحرَق أو أُدفَن في البحر».
يحتوي أرشيف مكتبة المرأة في كلية الاقتصاد في لندن 12 رسالة من رسائلها الصادرة من السجن.